# Грюнгайніхен
Грюнгайніхен (нім. Grünhainichen) — громада в Німеччині, розташована в землі Саксонія. Входить до складу району Рудні Гори.
Площа — 28,79 км2. Населення становить 3339 ос. (станом на 31 грудня 2020).